# Mary French Sheldon

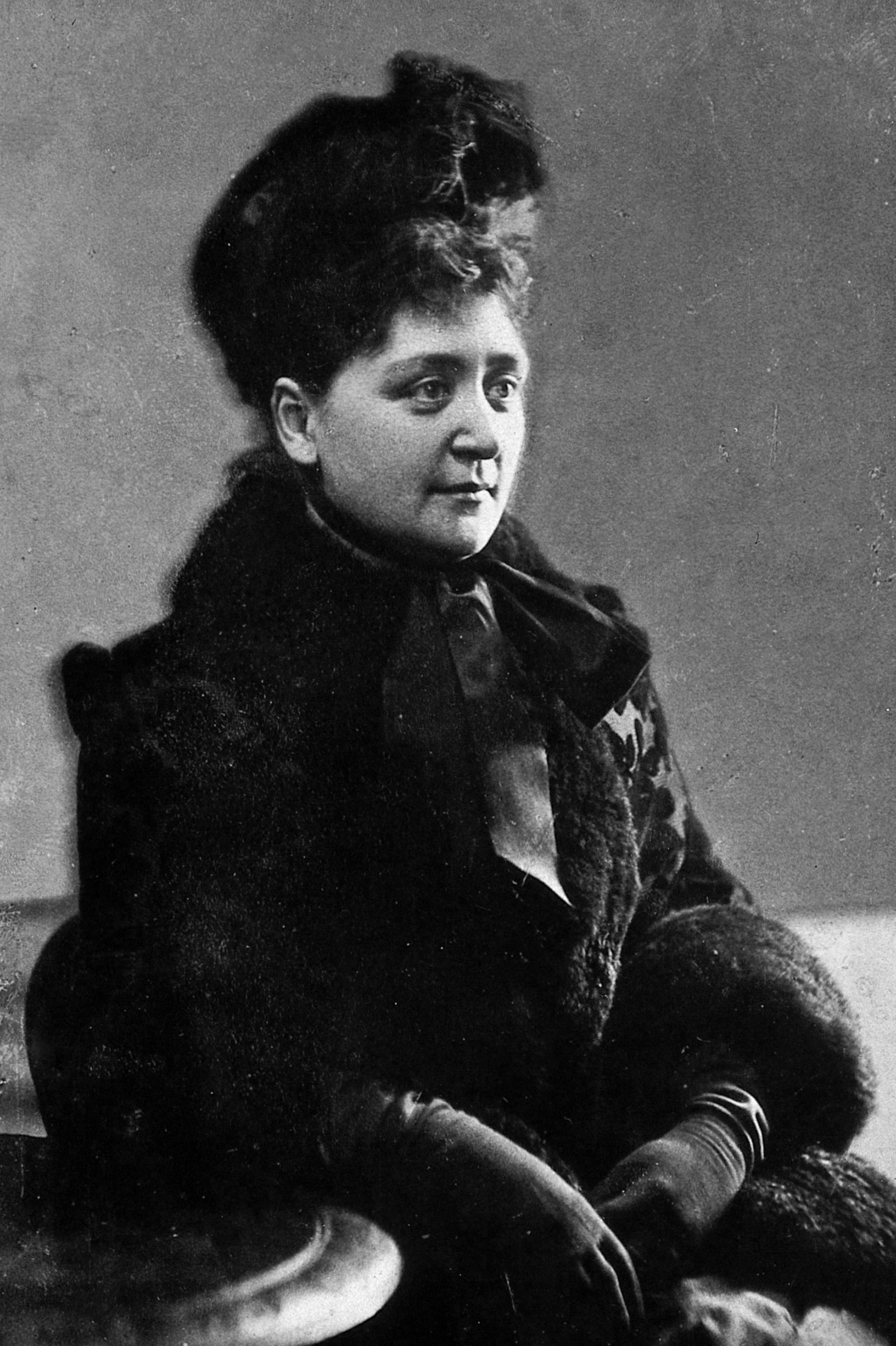
May French Sheldon, Fotografie

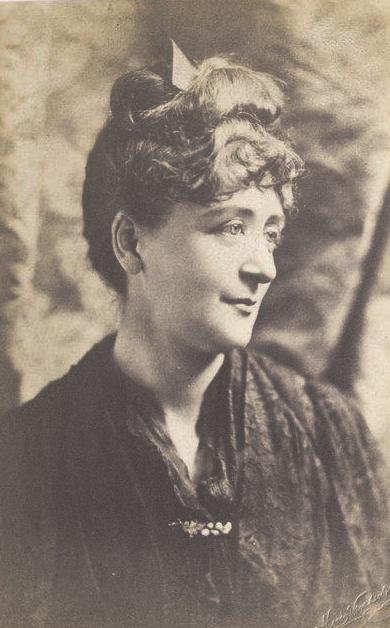
Sheldon um 1891, Fotografie von Henry Van der Weyde (1838–1924)

Mary French Sheldon, auch bekannt unter dem Autornamen May French Sheldon, (* 10. Mai 1847 in Beaver, Pennsylvania; † 10. Februar 1936 in London) war eine US-amerikanische Forschungsreisende und Schriftstellerin.

## Leben
Mary wurde als Tochter von Joseph French, einem Ingenieur und Mathematiker, und Elizabeth Jane French geb. Poorman (1821–1900), einer der ersten praktizierenden Ärztinnen der USA, geboren.
Mary studierte in Italien Medizin, übte den Beruf aber nie aus. Sie wandte sich stattdessen ethnologischen und geographischen Studien zu sowie der Arbeit als Übersetzerin und Verlegerin (Saxon and Company). Angeregt durch die Berichte ihres Freundes Henry Morton Stanley, zog es Sheldon nach Ostafrika. Gegen den Widerstand der britischen Behörden, aber mit Hilfe des Sultans von Sansibar leitete Sheldon 1891 als erste Frau eine mehr als 100-köpfige Expedition von Mombasa bis an den Fuß des Kilimandscharo. Ihr Ziel war es, wissenschaftlich verwertbare Informationen über die verschiedenen Völker des Gebietes, vor allem über Frauen und Kinder, zu sammeln. Dabei beschäftigte sie sich u. a. mit Schmuckstücken sowie Kult- und Alltagsgegenständen der Frauen. Sie fertigte außerdem geologische und geografische Zeichnungen und Beschreibungen an.
Mit großem Interesse widmete sie sich auch dem neu aufkommenden Medium der Fotografie. Einige Aufnahmen der Expedition sind bis heute erhalten geblieben. Nach ihrer Rückkehr nach England schrieb sie die Reisebeschreibung Sultan to Sultan, die schnell zum Bestseller avancierte.
Ihr zum Teil extravagantes Auftreten in Ballkleid und Perücke sowie die vom kolonialen Zeitgeschmack geprägten Reisebeschreibungen können jedoch nicht über ihre persönliche kritische Meinung gegenüber der offiziellen und teilweise brutalen Kolonial- und Eroberungspolitik hinwegtäuschen. Wegen ihrer Leistungen als Geographin und Geologin wurde Mary French Sheldon als eine der ersten weiblichen Fellows der Royal Geographical Society zugelassen.
1903 trat sie eine zweite Afrika-Reise an, diesmal nach Belgisch-Kongo. Für ihre finanzielle Unterstützung des Belgischen Roten Kreuzes während des Ersten Weltkrieges wurde Mary French Sheldon mit dem Chevalier de l’Ordre de la Couronne ausgezeichnet.
Sheldon war seit 1870 mit dem amerikanischen Rechtsanwalt und Geschäftsmann Eli Lemon Sheldon (1849–1892) verheiratet.

## Schriften (Auswahl)
- Sultan to Sultan: Adventures Among the Masai and Other Tribes of East Africa. Arena Publishing, Boston, 1892, OCLC 654720868; Hardpress, [o. O.] 2013, ISBN 1-313-61308-8 (englisch).
  - deutsch: May Sheldon: Bibi Bwana: weisse Königin des Kilimandscharo. Reise zu den Massai und anderen Stämmen Ostafrikas. Lenos, Basel 2014 (übersetzt von Ruth Krügel Herrera und Giò Waeckerlin Induni), ISBN 978-3-85787-767-4.
  - als Hörbuch auf CD: Safari ins Land der Massai: Reise der Bibi Bwana zum Kilimandscharo, Sprecherin: Doris Wolters, Regie: Corinna Zimber, 1 CD, 71 Minuten, Audiobuch, Freiburg im Breisgau 2008, ISBN 978-3-89964-281-0.
- Customs Among the Natives of East Africa, from Teita to Kilimegelia, with Special Reference to their Women and Children. In: Journal of the Anthropological Institute, 1892, S. 358–90.

## Nachlass
Library of Congress, (Washington D.C.)